# Michalková
Michalková é um município da Eslováquia, situado no distrito de Zvolen, na região de Banská Bystrica. Tem 5,42 km² de área e sua população em 2018 foi estimada em 32 habitantes.

## Demografia
| Ano:        | 1994 | 2004   | 2014    | 2024    |
| ----------- | ---- | ------ | ------- | ------- |
| Broj ljudi: | 42   | 46     | 37      | 45      |
| Razlika:    |      | +9,52% | -19,56% | +21,62% |

| Ano:               | 2023 | 2024   |
| ------------------ | ---- | ------ |
| Número de pessoas: | 43   | 45     |
| Diferença:         |      | +4,65% |